# Радіо Мікс
Радіо Мікс — перша недержавна радіостанція у м. Дніпро.

## Історія
Радіо Мікс — танцювальна музично-інформаційна радіостанція. Веде мовлення з 9 жовтня 1993 року (на цій частоті — з вересня 1995 року). Першою піснею, що прозвучала на радіостанції, стала «What is Love» виконавця «Haddaway».
З дати свого заснування Радіо Мікс покорило все місто Дніпро і не лише, адже тепер слухати Радіо Мікс онлайн можуть усі, хто має доступ до Інтернету.
На хвилі 107,3 FM завжди звучать найрізноманітніші розважальні, інформаційні та інтерактивні передачі з молодими та цікавими ведучими й діджеями.
11 серпня 2018 року радіостанція припинила своє існування, змінивши назву на «Інформатор».

## Сьогодні
Музичний формат наближений до Hot AC (в ефірі можна почути багато техно, репу і молодіжної музики). Окрім музичних блоків в ефірі — хіт-паради, різні рубрики й програми. Також в ефірі можна почути найпопулярніші композиції танцювальної музики від саундпродюсерів України, близького і далекого зарубіжжя. Найчастіше на цій частоті звучать треки стилів dnb, progressive, trance, техно і багатьох інших напрямів клубної музики.
Аби не набриднути своїм слухачам танцювальною музикою та її культурою, ефір часто розбавляють піснями реп-виконавців, рок-груп і іншою молодіжною музикою. Слухачі також можуть передати привіт своїм друзям, коханим або родичам, замовивши пісню і написавши супровідне повідомлення на RadioMix онлайн. Крім того, на Радіо Мікс постійно звучать новинні блоки, слухаючи які ви завжди будете в курсі усіх новинок танцювальної музики, подій в Дніпропетровську, Україні і світі.
Бітрейт прослухування радіо в Інтернеті: 128 кб/с або 48 кб/с.

## Програми та хіт-паради
«HIT-REMIX» — щотижнева інформаційно-музична програма, йде кожного тижня (Хіт-Ремікс — щоп'ятниці з 21:00 до 22:00, Disco Hit-Remix — щосуботи з 20:00 до 21:00).
«xStyle» — танцювальне радіошоу, найсвіжіші світові тенденції клубної танцювальної музики. Являє собою dj-mix із найпотужніших танцювальних блокбастерів світової музичної індустрії від Dj Small та ексклюзивні сети від популярних диджеїв України, Росії, Прибалтики і Європи. Йде щосуботи, з 22:00 до опівночі.
«R'N'B City» — програма виходить один раз на тиждень (щоп'ятниці з 22:00 до 24:00).

#### Команда (резиденти проєкту)
- Pavel Petel
- DJ D-White
- DJ Platon
- DJ Rico
- DJ Malevich
- ARFF Rubleff

«Новорічний TOP-50 від RadioMix» — головний хіт-парад року, що проходить кожного 31 грудня, у якому зібрані найкращі 50 пісень у поточному році.